# Čechov (Oblast' di Mosca)

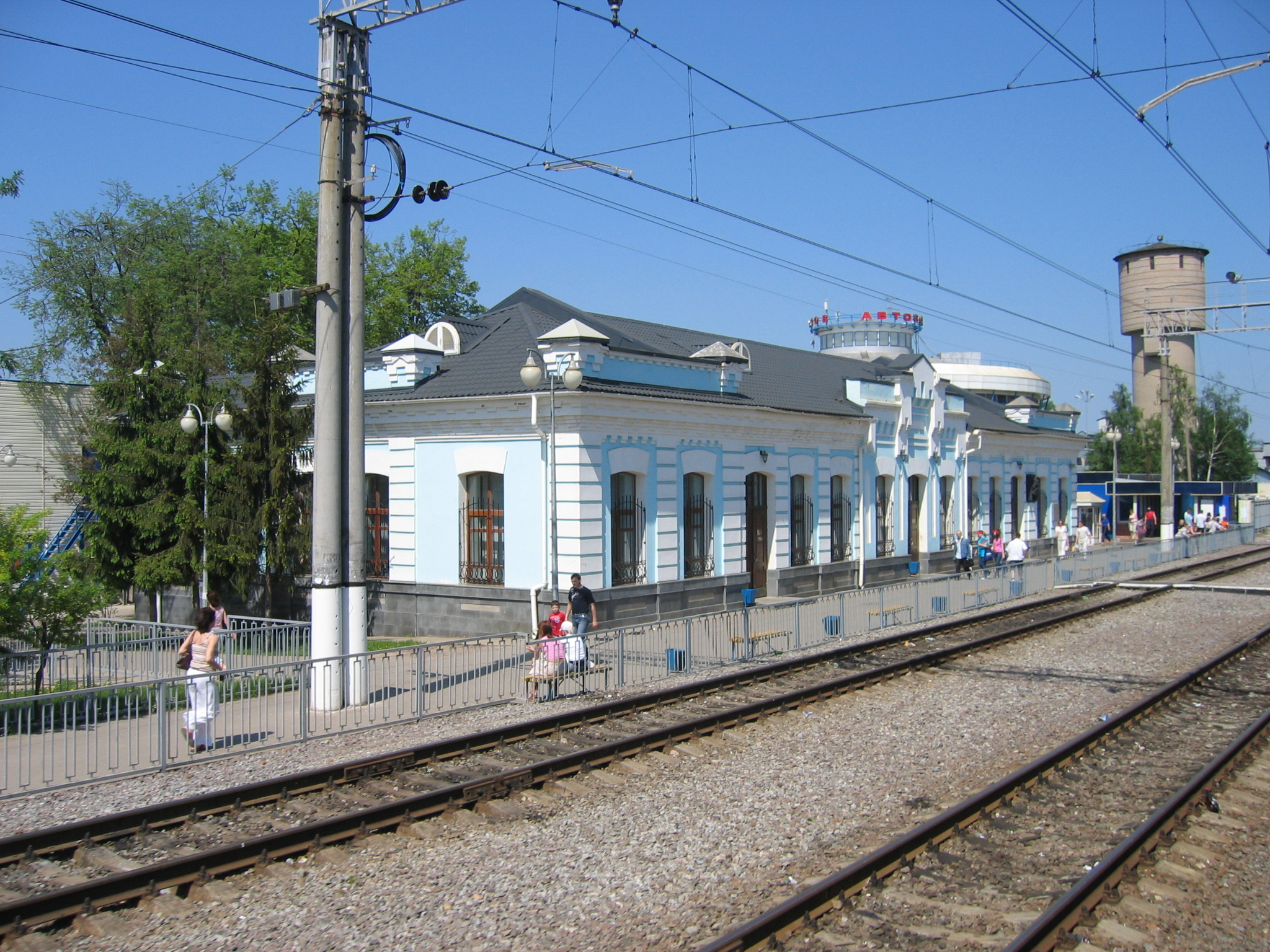
La stazione ferroviaria.

Čechov (in russo Чехов?; anche traslitterata come Čehov, Čekhov o Chekhov) è una cittadina della Russia europea centrale (oblast' di Mosca), situata sulle rive del fiume Lopasnja 77 km a sud di Mosca; fino al 2017 era capoluogo del rajon (distretto) Čechovskij.

## Storia
L'insediamento attuale risale al XVIII secolo ed aveva nome Lopasnja dal fiume che lo bagnava; risalgono al 1954, invece, la concessione dello status di città e l'assegnazione del presente nome, in onore del famoso scrittore Anton Čechov che visse per alcuni anni (1892-1899) in un villaggio nelle vicinanze chiamato Melichovo (Мелихово) dove oggi sorge un museo a lui dedicato. Nelle vicinanze di Čechov sorgono alcune installazione militari sotterranee, volute dal governo sovietico negli anni cinquanta.

## Società

### Evoluzione demografica
Fonte: mojgorod.ru
- 1959: 18 800
- 1979: 52 500
- 1989: 59 200
- 2002: 72 917
- 2007: 73 400